# LOKI (Zeitschrift)
Die LOKI ist eine schweizerische Modelleisenbahn-Zeitschrift, die seit April 1991 als Zusammenschluss der Zeitschriften Die Modelleisenbahn und Eisenbahn-Zeitschrift erscheint. Der Untertitel lautet Das Schweizer Modellbahnmagazin. Sie bezeichnet sich als die führende Modelleisenbahn-Zeitschrift der Schweiz. Herausgegeben wird sie durch den Stämpfli Verlag in Bern.
Die Zeitschrift mit einer Auflage von 8'638 Exemplaren erscheint elf Mal pro Jahr und berichtet hauptsächlich über das Thema Schweizer Modelleisenbahnen. Daneben wird unter anderem in der Rubrik Bahn aktuell aber auch über das geschenen der Schweizerischen Eisenbahn berichtet. Die Zeitschrift ist sowohl im Abonnement, wie auch im Einzelverkauf an den Kiosken (CH) und im Bahnhofsbuchhandel (DE) erhältlich. Die Redaktion besteht aus drei angestellten und mehreren freien Redaktoren.
Zusätzlich gibt die LOKI zwei Jahreskalender über Schweizer Eisenbahnen sowie zwei bis dreimal jährlich Sonderausgaben (LOKI-Spezial) zu Vorbild-Themen heraus.
LOKI ist die Nachfolgerzeitschrift der Monatszeitschriften Die Modell-Eisenbahn mit dem Untertitel Der Schweizer Zeitschrift für den Modellbahnfreund, dessen erste Ausgabe noch im Dezember 1980 erschien, und der von Christian Zellweger initiierten Eisenbahn-Zeitschrift, abgekürzt EZ, mit dem Untertitel Vorbild & Modell, dessen erste Ausgabe im Januar 1987 erschien. Sie trug anfangs den Namen Eisenbahn ohne den Zusatz Zeitschrift. Christian Zellweger gab von 2005 bis inklusive 2023 die Zeitschrift Semaphor heraus. Seit dem 1. Januar 2024 wird die Semaphor wie auch die LOKI vom Stämpfli Verlag herausgegeben.

## LOKI Spezial
Je nach Aktualität erscheinen pro Jahr ein bis zwei LOKI Spezial, die durch einen Dauerauftrag von den LOKI-Abonnenten günstiger bezogen werden können.
| Nummer | Titel                                                  | Beschreibung | Autoren                                    | Jahr    | ISBN              |
| ------ | ------------------------------------------------------ | --- | ------------------------------------------ | ------- | ----------------- |
| 1      | Brig–Visp–Zermatt-Bahn (BVZ)                           | – | diverse                                    | –       | –                 |
| 2      | Faszination Gotthard II                                | – | diverse                                    | 1991    | –                 |
| 3      | Glacier Express                                        | – | diverse                                    | 1992    | –                 |
| 4      | Gotthard III, Faszination Südrampe                     | – | diverse                                    | 1992    | –                 |
| 5      | Bernina Express                                        | – | diverse                                    | 1993    | –                 |
| 6      | Die Simplon-Linie                                      | – | diverse                                    | 1993    | –                 |
| 7      | Bergbahnen der Alpen                                   | – | diverse                                    | 1994    | –                 |
| 8      | Lötschberg- und Simplon-Linie                          | – | diverse                                    | 1994    | –                 |
| 9      | Die Krokodile Ge 6/6 der RhB                           | – | –                                          | –       | –                 |
| 10     | Modellbahnen im Freien                                 | – | diverse                                    | 1995    | –                 |
| 11     | 75 Jahre Krokodil                                      | – | Franz Eberhard                             | 1995    | –                 |
| 12     | Schmalspur im Modell                                   | – | diverse                                    | 1996    | –                 |
| 13     | SBB Gasturbinenlokomotive Am 4/6 1101                  | – | Franz Eberhard                             | 1996    | –                 |
| 14     | Schmalspur im Modell II                                | – | diverse                                    | 1997    | –                 |
| 15     | 150 Jahre Schweizer Bahnen                             | Die schönsten Bilder vom grossen Bahnjubiläum | diverse                                    | 1997    | –                 |
| 16     | Welt der Modellbahn                                    | – | –                                          | –       | –                 |
| 17     | Geballte Kraft am Gotthard (Ae 8/14)                   | – | –                                          | –       | –                 |
| 18     | Vereina-Tunnel                                         | Mit der Rhätischen Bahn ins Jahr 2000 | diverse                                    | 1999    | –                 |
| 19     | Ae 6/6, die Legende vom Gotthard                       | – | –                                          | –       | –                 |
| 20     | Re 6/6, Krönender Abschluss einer Lokomotiv-Generation | – | –                                          | –       | –                 |
| 21     | Faszination Roter Pfeil                                | Die berühmten Leichttriebwagen der SBB | Franz Eberhard & Hansueli Gonzenbach       | 2002    | 3-85738-070-5     |
| 22     | Faszination Ae 4/7                                     | Eine Zeugin der grossen Schweizer Lokomotiv-Baukunst | Franz Eberhard & Hansueli Gonzenbach       | 2003    | 3-85738-073-X     |
| 23     | Faszination Ae 3/6 II                                  | MFO-Schnellzugslokomotive der SBB: Das Original und seine Nachbildungen | Franz Eberhard & Hansueli Gonzenbach       | 2004    | 3-9522945-1-9     |
| 24     | Faszination Ae 3/6 I                                   | BBC-Schnellzugslokomotive der SBB: Das Original und seine Nachbildungen | Franz Eberhard & Hansueli Gonzenbach       | 2005    | 3-9522945-3-6     |
| 25     | Faszination Be 4/6                                     | Die "Gotthard"-Schnellzugs- und Personenzuglokomotive der SBB: Das Original und seine Nachbildungen                                                                                  | Franz Eberhard & Hansueli Gonzenbach       | 2006    | 3-9522945-1-9     |
| 26     | Vierachsige Reisezugwagen der SBB von 1890–1912        | Nummernliste von der Ablieferung bis zur Ausrangierung | Heinz Russenberger & Roland Arnet          | –       | 3-9522945-5-1     |
| 27     | Faszination Re 4/4 I                                   | Die populäre Leichtschnellzugslokomotive der SBB: Das Original und seine Nachbildungen                                                                                               | Franz Eberhard & Hansueli Gonzenbach       | 2007    | 3-9522945-9-4     |
| 28     | Das Rhätische Krokodil Ge 6/6 I                        | Geschichte rund um das RhB-Krokodil. Unterhalt, Betriebseinsatz und Bedienungsanleitung.                                                                                             | Gian Brüngger                              | 2007    | 978-3-85738-074-7 |
| 29     | Faszination Ae 6/6                                     | Die populäre Universallokomotive der SBB: Das Original und seine Nachbildungen | Franz Eberhard & Hansueli Gonzenbach       | 2008    | 978-3-9523386-0-5 |
| 30     | 100-jähriger Bergsteiger                               | Geschichte der ersten Triebwagengeneration BCe 4/4 und BCFe 4/4 der Berninabahn | Gian Brüngger                              | 2008    | 978-3-9523386-1-2 |
| 31     | Vierachsige Reisezugwagen der SBB von 1912–1929        | Nummernliste von der Ablieferung bis zur Ausrangierung | Heinz Russenberger                         | 2008/09 | 978-3-9523386-2-9 |
| 32     | Re 4/4 II/III                                          | Die grösste und vielfältigste Lokomotivserie der Schweiz | Franz Eberhard                             | 2010    | 978-3-9523386-7-4 |
| 33     | Dampfloks A 3/5                                        | Band 1: Schnellzuglokomotiven A 3/5 GB Nr. 201–230 und SBB Nr. 701–809 | Heinz Rihs (Roland Arnet, Lorenz Scherler) | 2011    | 978-3-9523386-3-6 |
| 34     | Bahnhof Zürich von einst bis jetzt                     | Die Geschichte des Hauptbahnhofs Zürich ist ausserordentlich vielfältig: Eine 160 Jahre dauernde Wanderung durch eine Baustelle von der Spanisch-Brötlibahn bis zur Durchmesserlinie | Werner Nef                                 | 2011    | 978-3-9523386-6-7 |
| 35     | Triebfahrzeuge auf dem Netz der Zürcher S-Bahn         | Fakten und Hintergründe zu den verschiedenen Triebfahrzeugen, die auf der S-Bahn im Raum Zürich verkehrten, vom Arbeiter-Pullman bis zum DTZ von Stadler                             | Werner Nef                                 | 2013    | 978-3-906013-04-6 |
| 36     | S-Bahn Zürich                                          | Ein Jahrhundertwerk, das seinesgleichen sucht | Werner Nef                                 | 2014    | 978-3-906013-07-7 |
| 37     | Dampfloks A 3/5                                        | Band 2: Serienlokomotiven SBB A 3/5 Nr. 603–649 und GB Nr. 931–938, Versuchsloks von 1907, Verkäufe nach Holland, Historische Lok A 3/5 705                                          | Heinz Rihs (Lorenz Scherler)               | 2014    | 978-3-906013-06-0 |
| 38     | Neigezüge erobern die Schweiz                          | – | Werner Nef                                 | –       | –                 |
| 39     | Faszination Lokführer SBB                              | 1955–1999 | Franz Eberhard                             | 2015    | 978-3-7272-1786-9 |
| 40     | Dampf auf der RhB                                      | Geschichte des Dampfbetriebs auf der Rhätischen Bahn. RhB-Dampfloks und -schneeschleudern - Betrieb und Verbleib Aufarbeitung G 3/4 Nr. 11 "Heidi" - Nostalgiefahrten mit Dampf      | Gian Brüngger                              | 2016    | 978-3-7272-1787-6 |
| 41     | Elektrifizierung der SBB                               | Von den Anfängen der Elektrifizierung bis zur heutigen Stromversorgung | Werner Nef                                 | 2017    | 978-3-7272-1789-0 |
| 42     | Die normalspurigen GTW der Schweiz                     | Wie die Gelenktriebwagen den Schweizer Personennahverkehr revolutionierten | Werner Nef                                 | 2017    | 978-3-7272-1790-6 |
| 43     | Die Schinznacher Baumschulbahn (SchBB)                 | Von der Transportbahn zum Familienerlebnis | Urias von Meyenburg                        | 2018    | 978-3-7272-1793-7 |
| 44     | Die Elektropioniere der Rhätischen Bahn                | Die Geschichte der 1`B`1- und 1`D`1-Lokomotiven | Gian Brüngger                              | 2018    | 978-3-7272-1794-4 |
| 45     | Die Sicherungsanlagen der Schweiz                      | Vom Stafettenstab bis zum European Train Control System | Werner Nef                                 | 2019    | 978-3-7272-1795-1 |
| 46     | Die Berner Dekretsmühlen                               | Ce 4/6 und Ce 4/4 sowie CFe 2/6 und Te 2/3 der BLS-Gruppe | Peter Hürzeler / Hans Roth                 | 2019    | 978-3-7272-6100-8 |
| 47     | Die Bahnen im Appenzellerland                          | Aus der Geschichte und Gegenwart der Appenzeller Bahnen | Werner Nef                                 | 2020    | 978-3-7272-6103-9 |
| 48     | Die Eisenbahnen am Monte Ceneri                        | Der Ceneri-Basistunnel - 150 Jahre lang eine Zitterpartie | Roland Arnet / Walter Finkbohner           | 2021    | 978-3-7272-6117-6 |
| 49     | Die SBB in den 1920er-Jahren                           | Fotografien aus dem Archiv von SBB Historic | Peter Pfeiffer                             | 2021    | 978-3-7272-6118-3 |
| 50     | Die SBB in den 1930er-Jahren                           | Fotogeschichten aus dem Archiv von SBB Historic | Peter Pfeiffer                             | 2022    | 978-3-7272-7848-8 |
| 51     | Die Südostbahn                                         | Chancen packen, Neues wagen | Markus Löpfe                               | 2023    | 978-3-7272-7834-1 |
| 52     | Die Privatbahnen im Kanton Jura                        | Die Chemins de fer du Jura (CJ) von 1884 bis heute | Matthias Emmenegger                        | 2023    | 978-3-7272-3969-4 |
| 53     | Bahngeschichten in und um Graubünden                   | Episoden aus dem Bahnalltag auf rätischen Schienen | Peter Pfeiffer / Tibert Keller             | 2023    | 978-3-7272-8398-7 |
| 54     | Zwischen Schienen und Manege                           | Zirkustransporte mit den Schweizer Eisenbahnen im Laufe der Zeit | Hans Roth                                  | 2024    | 978-3-7272-3539-9 |
| 55     | Volldampf für den Güterverkehr                         | Die Güterzugsdampflokomotiven C 4/5 der SBB und der GB | Heinz Rihs / Lorenz Scherler               | 2024    | 978-3-7272-6128-2 |
| 56     | Die SBB in den 1940er-Jahren                           | Fotografien aus dem Archiv von SBB Historic | Peter Pfeiffer                             | 2025    | 978-3-7272-6129-9 |